# Stephanie Murphy
Stephanie Murphy, née Đặng Thị Ngọc Dung le 16 septembre 1978 à Hô Chi Minh-Ville (Viêt Nam), est une femme politique américaine. Membre du Parti démocrate, elle est élue à la Chambre des représentants des États-Unis pour la Floride en 2016.

## Biographie

### Jeunesse et carrière professionnelle
Stephanie Murphy est d'origine viêtnamienne. Elle arrive avec sa famille aux États-Unis lorsqu'elle n'a qu'un an et change de nom. Elle obtient un bachelor en économie du Collège de William et Mary et un master en affaires étrangères de Georgetown. Après les attentats du 11 septembre 2001, elle rejoint le département de la Défense des États-Unis où elle est spécialiste en matière de sécurité. Elle arrive en Central Florida en 2008 et devient professeure au Rollins College (en), où elle enseigne les affaires et l'entrepreneuriat social.

### Représentante des États-Unis
Lors des élections de 2016, elle se présente à la Chambre des représentants des États-Unis dans le 7e district de Floride. Elle dépose sa candidature la veille de la fin des inscriptions et est la seule candidate démocrate. Le district vient d'être redessiné. Puisqu'il aurait voté à égalité pour Barack Obama et Mitt Romney en 2012, les démocrates pensent pouvoir faire basculer ce siège républicain détenu par John Mica. Durant la campagne, elle lie le républicain sortant à Donald Trump et critique les dons qu'il a reçu de la National Rifle Association quelques jours après la tuerie d'Orlando. Elle bat Mica, élu depuis 12 mandats, avec 51,5 % des voix. Elle est la première femme viêtnamo-américaine à être élue au Congrès.
En 2018, elle est facilement réélue en devançant son adversaire républicain de 15 points. Elle devient alors vice-présidente de la Blue Dog Coalition, qui voit ses effectifs fortement augmenter après les élections.
En 2020, elle remporte un troisième mandat contre le républicain Leo Valentin. En juillet 2021, elle est nommée par Nancy Pelosi pour être l'une des neufs membres de la commission d'enquête parlementaire sur l'assaut du Capitole du 6 janvier. Elle annonce en décembre 2021 qu'elle ne sera pas candidate à sa réélection en 2022.
Après que Donald Trump ait affirmé que les membres de la commission d'enquête sur le 6 janvier  devraient faire l'objet de poursuites judiciaires, elle reçoit une grâce préventive destinée à empêcher de telles poursuites de la part de Joe Biden le 20 janvier 2025, dernier jour de sa présidence,.

## Positions politiques
Conservatrice sur le plan fiscal, Stephanie Murphy rejoint la Blue Dog Coalition à la Chambre des représentants. Elle est plus libérale sur les questions de société, notamment sur le droit à l'avortement et les droits LGBT.
Lors des primaires présidentielles démocrates de 2020, elle apporte d'abord son soutien à Beto O'Rourke. Après le retrait de celui-ci, elle soutient Michael Bloomberg, dont elle devient vice-présidente de la campagne.